# Грязный Рамирес
Серге́й Влади́мирович Желно́в (род. 29 ноября 1991, Нижневартовск, Россия), более известный под псевдонимом Гря́зный Рами́рес и Ram (рус. Рэм) — российский рэпер.

## Биография
Сергей Владимирович Желнов родился 29 ноября 1991 года в городе Нижневартовск. В возрасте 9 лет Сергей попал в приют «АРГО», и прожил там последующие 2 года. Его родная мать скончалась в 2004 году, поэтому в 14 лет его усыновила старшая сестра. 1 класс учился в средней школе № 17 города Нижневартовска, остальные 10 лет учился в средней школе № 29. Сергей мог попасть в суворовское училище, но болезнь ветрянкой помешала.
С детства занимался различными видами спорта. Воспитанник СДЮШОР «Феникс». Чемпион Нижневартовска по Кудо, среди юношей. Чемпион первенства «открытой европы» в номинации «современные танцы». В течение 5 лет работал хореографом.
Имеет два высших образования: специалист в области развития культуры и социальных технологий и специалист по рекламе и связям с общественностью.

## Творческая деятельность

### Начало творческого пути
Благодаря своему старшему брату ещё в подростковом возрасте Сергей начал увлекаться хип-хоп культурой, в частности брейк дансом. Позднее он стал отдавать все большее предпочтение рэпу, основав рэп-группу «Стратегия Воздействия» совместно с другими нижневартовскими исполнителями. Группа выступала на различных городских и окружных фестивалях. За время существования объединения было выпущено 4 альбома: "Воздействие по стратегии ", «Дегустация Продукта», «Команда Залп», «Все Свои». Группа также отметилась выступлением на радио «Европа-плюс. Нижневартовск».

### Сидоджи Дубоshit и Грязный Рамирес
В 2014 году Сергей и его давний знакомый Андрей Золотухин, ранее известный как etna1se, решили создать хип-хоп-дуэт — Сидоджи Дубоshit и Грязный Рамирес. 29 июля они записывают видео на композицию «Дюркгейм», закрыв свои лица масками, что в последующем стало неотъемлемой частью их сценических образов.
12 августа выходит их первый клип под названием «Мереана Мордегард», названный в честь мистического видео «Mereana Mordergard Glesgorv», после просмотра которого люди якобы совершали самоубийства. Изначально трек не получил широкой популярности, однако позже во время исполнения своих треков на трансляции в чат-рулетке их случайно заметил человек знакомый c Oxxxymiron и пообещал показать ему их клип. 17 ноября 2014 года Oxxxymiron оставляет твит со ссылкой на клип «Мереана Мордегард», что принесло исполнителям заметную популярность.
13 января 2015 года выходит клип на композицию «Волшебники Страны Поноz», который был хорошо принят новой аудиторией, пришедшей после твита Оксимирона. После этого они отметились совместными композициями с такими исполнителями как 2rbina2rista и Elias Fogg.[значимость факта?]
4 июля 2016 года выходит первый микстейп под названием «Мочивилс». Данный релиз значительно увеличил аудиторию слушателей и определил дальнейший вектор развития творчества дуэта.[значимость факта?]
12 апреля 2016 года выходит клип на трек «Джин Grey». Выход данного клипа принёс дуэту популярность, собрав миллионы просмотров на YouTube.[значимость факта?]
5 апреля 2017 дуэт выпустил свой второй микстейп под названием «Мочивилс II», в котором исполнители показали все, чему они научились за годы совершенствования своей музыки. Пластинка получила широкую популярность и на данный момент, среди фанатов считается одной из самых лучших работ артистов.[значимость факта?]

### Сольная карьера
После продолжительных разногласий насчет дальнейшего развития проекта Грязный Рамирес выпускает клип на сольный трек «Токсин».[значимость факта?]
После успеха клипа, в ноябре 2017 дуэт выпустил EP «Reptile», в котором принял участие грайм-mc Redo. Однако, большинство композиций релиза были записаны без Сидоджи. Это дало новый толчок развитию сольной карьеры Рэма и 19 июля 2018 года у него вышел собственный сольный альбом «Symbiosis».[значимость факта?]
11 октября 2018 года RAM отметился совместной композицией «Каберне» с группой Anacondaz на их альбоме под названием «Я тебя никогда».[значимость факта?]
22 марта 2019 года у Грязного Рамиреса вышел сольный альбом TRAUMATIX. На данном релизе поучаствовали такие рэперы, как: Bumble Beezy, ATL и Killa Sof. Альбом был положительно встречен фанатами и получил золотую сертификацию Sony, а осенью 2020 релиз получил первую платину. Позже была выпущена обновлённая версия альбома, переделанная в жанре рэпкор и ню-метал, под названием TRAUMATIX ULTIMATE. Туда вошла уже ранее представленная коллаборация с Dope D.O.D. Также отметилась солистка группы «Слот» — Нуки на композиции «Театр абсурда».[значимость факта?]
18го мая 2019 года RAM выступил на фестивале канала Музыка первого «Маевка»[значимость факта?].
2 августа 2019 RAM выпустил совместный трек с нидерландской группой Dope D.O.D. под названием «Crazy».
17 апреля 2020 рэпер выпускает 4-й альбом «Sadeastwood». Состоит он из 14-ти треков, из которых 6 — коллаборации с другими исполнителями. На релизе отметились: RAYBAX, DK, Гарри Топор, Drummatix и Фаст Альберто из ОУ74. В целом, альбом был встречен положительно.
Почти ровно через год, 16 апреля 2021 Сергей выпускает альбом Traumatix 2. Участие на этом альбоме приняли: Leanje, Redo, Miss Baas, Horus, Suaalma. 3 декабря того же года артист выпустил альбом "TRIBE", с танцевально направленным звучанием.
В 2022 году RAM совместно с kommo выпустил 2 альбома: Starscream и Delirium. В данных работах музыканты использовали ню-метал и рэп-рок звучание. На них приняли участие группы AMATORY и Ауткаст, а также исполнители Noize MC и Leriva. 
25 августа 2023 года RAM выпустил 7 сольный альбом под названием ACTION. Изначально этот альбом планировался как финал Рамиреса в хип хоп звучании, однако, после артист в этом начал сомневаться. На альбоме появились: Смоки Мо, Ноггано, PYROKINESIS, Leanje, Brau и дуэт qantreez x челс. 26 апреля 2024 вышла расширенная версия Deluxe, насчитывавшая 5 новых треков, среди которых находился feat. с GSPD, и 3 ремикса на уже вышедшие в альбоме треки.
29 ноября вышел EP Бетонная саванна, состоящий из 8 треков.

### Рэп-баттлы
25 февраля 2018 Грязный Рамирес выступил на Versus Battle против Энди Картрайта и по решению судей вышел из баттла победителем.
12 августа 2018 RAM вновь принял участие в Versus GAZ (BPM) против Mufasah.
7 сентября 2019 принял участие в 17 Независимом Баттле Hip-Hop.ru, где дошел до полуфинала. В 1 раунде набрал максимальное количество баллов. Одолел таких MC, как Otro Trago, CHIPACHIP, Андрей Трабл, Виктор СД, Gillia, Noize MC. В полуфинале же проиграл Вите Classic-у. Занял четвертое место после поражения от Nervniy.
Осенью 2020 года стартовал Pro Battle №1, где RAM так же принял участие. Артист дошел до 7 раунда из 8, проиграв Мише H1GH
2 июля 2022 Рамирес принял участие на Кубке МЦ в баттле против Шумма. По судейскому решению победителем в баттле стал Шумм.

## Дискография

### Студийные альбомы
| Год выпуска | Название               |
| ----------- | ---------------------- |
| 2018        | Symbiosys              |
| 2019        | TRAUMATIX              |
| 2019        | TRAUMATIX ULTIMATE     |
| 2020        | SADESTWOOD             |
| 2021        | TRAUMATIX 2            |
| 2021        | TRIBE                  |
| 2022        | Starscream             |
| 2022        | Delirium               |
| 2023        | Action                 |
| 2024        | Action(Deluxe version) |
| 2024        | Бетонная Саванна       |

### SID x RAM
| Год выпуска | Имя       | Название     |
| ----------- | --------- | ------------ |
| 2016        | SID x RAM | Мочивилс     |
| 2017        | SID x RAM | Мочивилс 2   |
| 2017        | SID x RAM | Reptile (EP) |

### Синглы
- СПИДометр
- Bull (ft. Shadow030)
- AMOK
- Нож (AMATORY feat. RAM)
- Crazy (ft. Dope D.O.D.)
- В долгий путь — 1 раунд. 17ib
- Ветер перемен — 2 раунд. 17ib
- Дело нескольких минут — 3 раунд. 17ib
- В книге все было по-другому — 4 раунд. 17ib
- Пропорция уязвимости (prod. Divisixn, SK1TTLESS BEATS)— 6 раунд. 17ib
- Идеальный пациент (1 часть) prod. Minigunpunk — 7 раунд. 17ib
- Идеальный пациент (2 часть) prod. CLONNEX — 7 раунд. 17ib
- За гранью здравого смысла (1 часть. при уч. Suaalma) prod. Minigunpunk — 8 раунд. 17ib
- За гранью здравого смысла (2 часть) prod. NO Beatz — 8 раунд. 17ib
- Родители такому не научат (1 часть) minigunpunk prod. — 9 раунд. 17ib
- Родители такому не научат (2 часть) encode prod. — 9 раунд. 17ib
- Мир после меня prod. NoBeats — 10 раунд 17ib
- Технокамикадзе (ft. Suaalma) prod. minigunpunk
- Ты не понимаешь, это другое (prod. by SK1TTLESS BEATS) — 1 раунд pb
- Что ни день, то новость — 2 раунд pb
- Обсудим — 3 раунд pb
- Между делом — 5 раунд pb
- FUCK TOP — 6 раунд pb
- Made in Russia (ft. kommo)
- Rose for Leo (ft. Suaalma) — 7 раунд pb
- ENEMY 3 (ft. RAYBAX)
- Норма (Слот cover)
- Вижу в темноте
- No pasaran(ft. qantreez x челс, Satan Hussein)
- Point blank
- За все надо платить(ft. LeanJe)
- Токсин-2(ft. BORIS REDWALL)
- Voltage
- Коса
- Мегаполис
- Bulletproof (ft. S.Castro)
- Restart (ft. Jollo)
- Вандал

### Гость
- Уиджи (prod. by ALX beats)
- Каберне (альбом Anacondaz «Я тебя никогда»)
- Molotov R (альбом Redo «Terminal»)
- FLATZ (альбом Redo «Underrated»)
- Fast move (альбом BATO «Names»)
- Acw (альбом Redo «Underrated 2»)
- Голиаф (альбом «DEXPOTA — What the noise 1» при уч. THE ANIMEBIT)
- До первого трабла (альбом G4OUR «Дом, который построил Жнец»)
- Незнакомый номер (альбом G4OUR «Дом, который построил Жнец» при уч. OFFMI)
- Нож (альбом Amatory «DOOM»)
- Великан (альбом LeanJe «Мёртвая петля»)
- Petrol (альбом Redo — ARKTECH при уч. BATO)
- Пускай все горит (альбом Таймсквер «Биполярка часть 1» при уч. kommo)
- Дрифт (альбом Redo - Контраст)
- Пацанам нужен стиль (Альбом Brau - Свояк)

## Видеография

### В составе Sid x Ram
- Мереана Мордегард
- Волшебники Страны понOZ
- Клинч
- Транс Сфер
- Джин Grey
- PANDEMONIUM
- RAMSING

### Сольно
- Токсин
- Magnitude
- Flatz (ft. Redo)
- Пот
- Паразит
- Молот
- Технокамикадзе (ft. Suaalma)
- Chickenhead
- Злой
- Blood(ft. kommo, AMATORY, Ауткаст)
- Не зови меня на рейв
- Токсин-2
- Вандал

## Рэп-баттлы

### Versus Battle
| Год  | Противник     |
| ---- | ------------- |
| 2018 | Энди Картрайт |
| 2018 | Mufasah       |

### Кубок МЦ
| Год  | Противник |
| ---- | --------- |
| 2022 | ШУММ      |
| 2025 | OTTO      |